# Maison de Colette à Besançon
Pour les articles homonymes, voir Colette (homonymie).
La maison de Colette à Besançon est une demeure de campagne de style Directoire, du XIXe siècle, située dans un parc boisé de 3,5 hectares, à Besançon dans le Doubs, en Bourgogne-Franche-Comté. La romancière Colette (1873-1954) y vécut de 1900 à 1905,. Ces lieux de mémoire littéraires lui inspirèrent une partie de son œuvre. La maison-musée (en cours de restauration) est partiellement ouverte pour des visites ponctuelles exceptionnelles depuis 2019.

## Historique

### Colette et Willy
Colette naît en 1873 dans la demeure familiale de Saint-Sauveur-en-Puisaye dans l'Yonne en Bourgogne. Elle rencontre, à l'âge de 20 ans, Henri Gauthier-Villars, surnommé Willy, un célèbre critique, journaliste, et romancier mondain parisien, en vogue et influent. Auteur à succès de romans populaires co-écrits par de nombreux prête-plumes, il est le fils de Jean-Albert Gauthier-Villars des éditions Gauthier-Villars de Paris. 

Colette et Willy
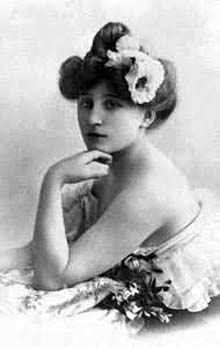
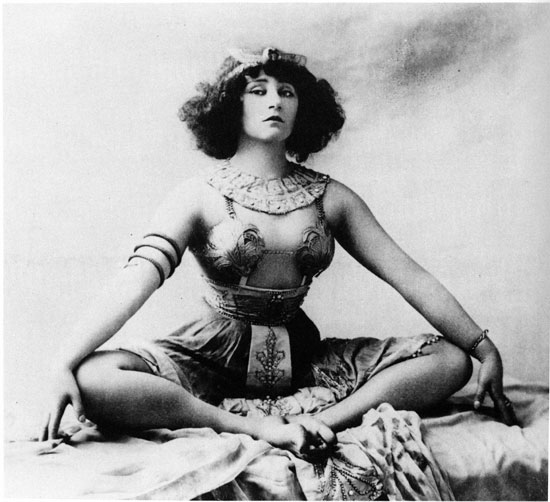
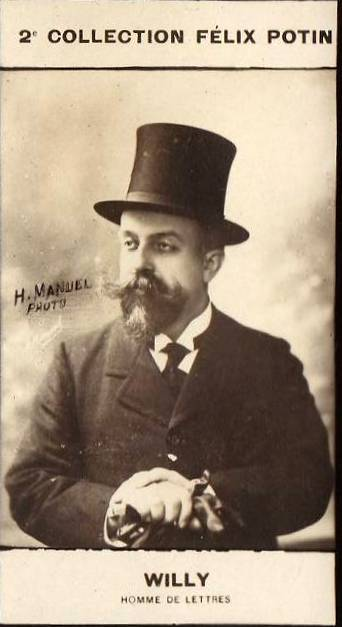

Ils s'épousent le 15 mai 1893, et s'installent dans son appartement au-dessus de la maison d'édition familiale du 55, quai des Grands-Augustins. Il l'initie à la vie mondaine et artistique du Tout-Paris, et lui assure un important succès littéraire (sous son nom Willy) en l'intégrant à son équipe de prête-plumes, et en lui conseillant d'écrire des romans d'inspiration autobiographique, ce qui donnera lieu en particulier la série de cinq romans des Claudine. 

Maison de Colette et parc
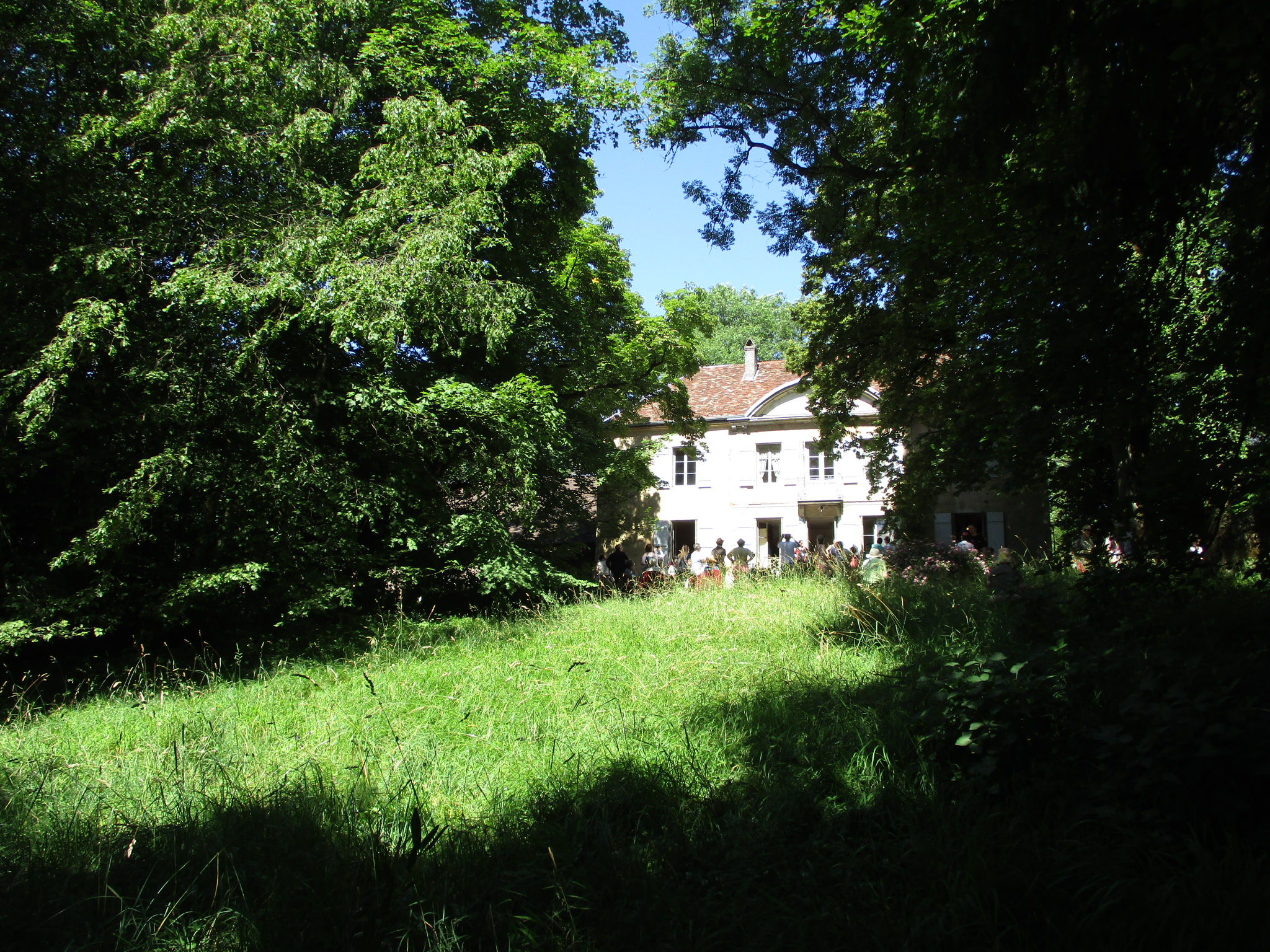
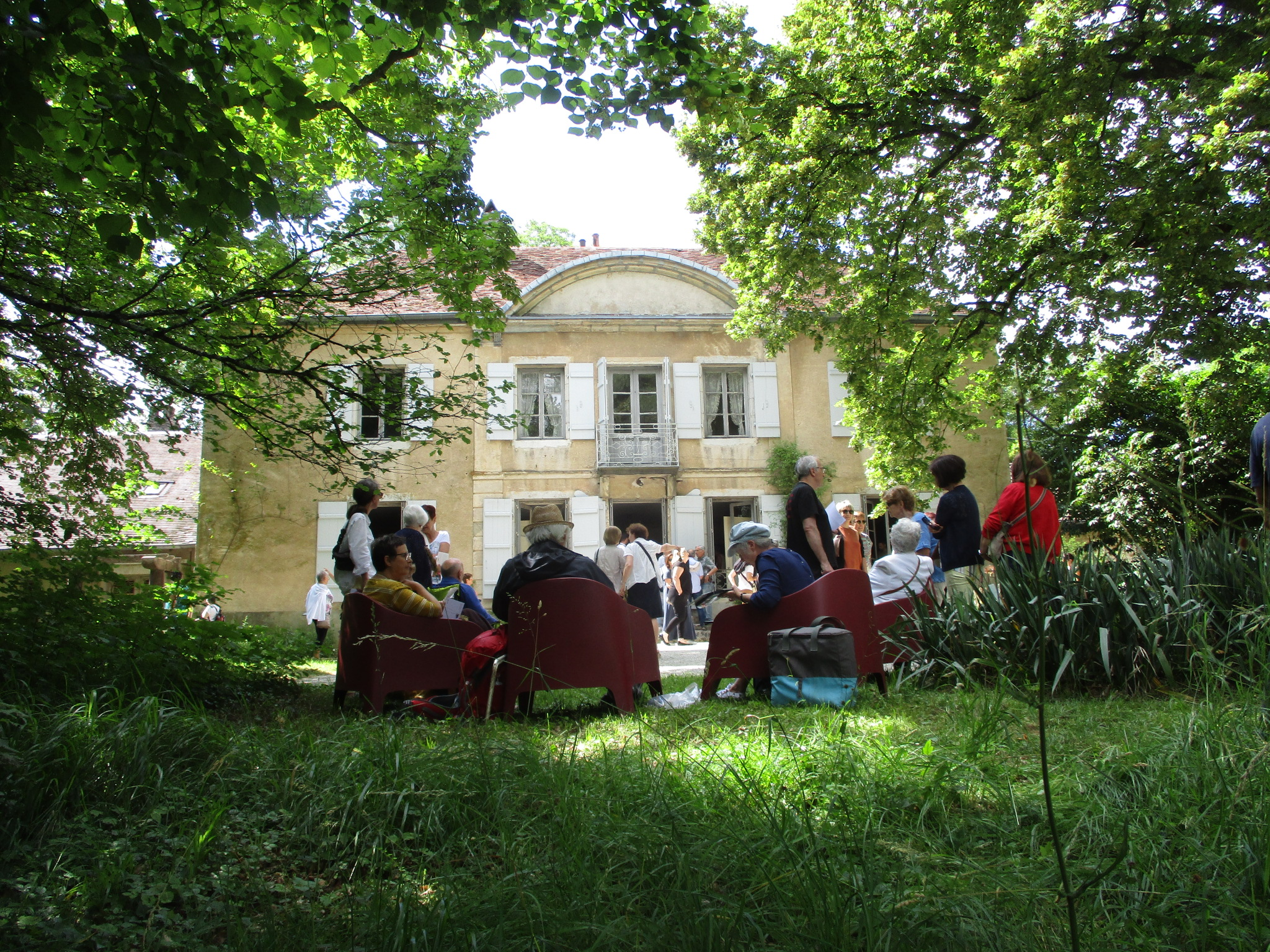
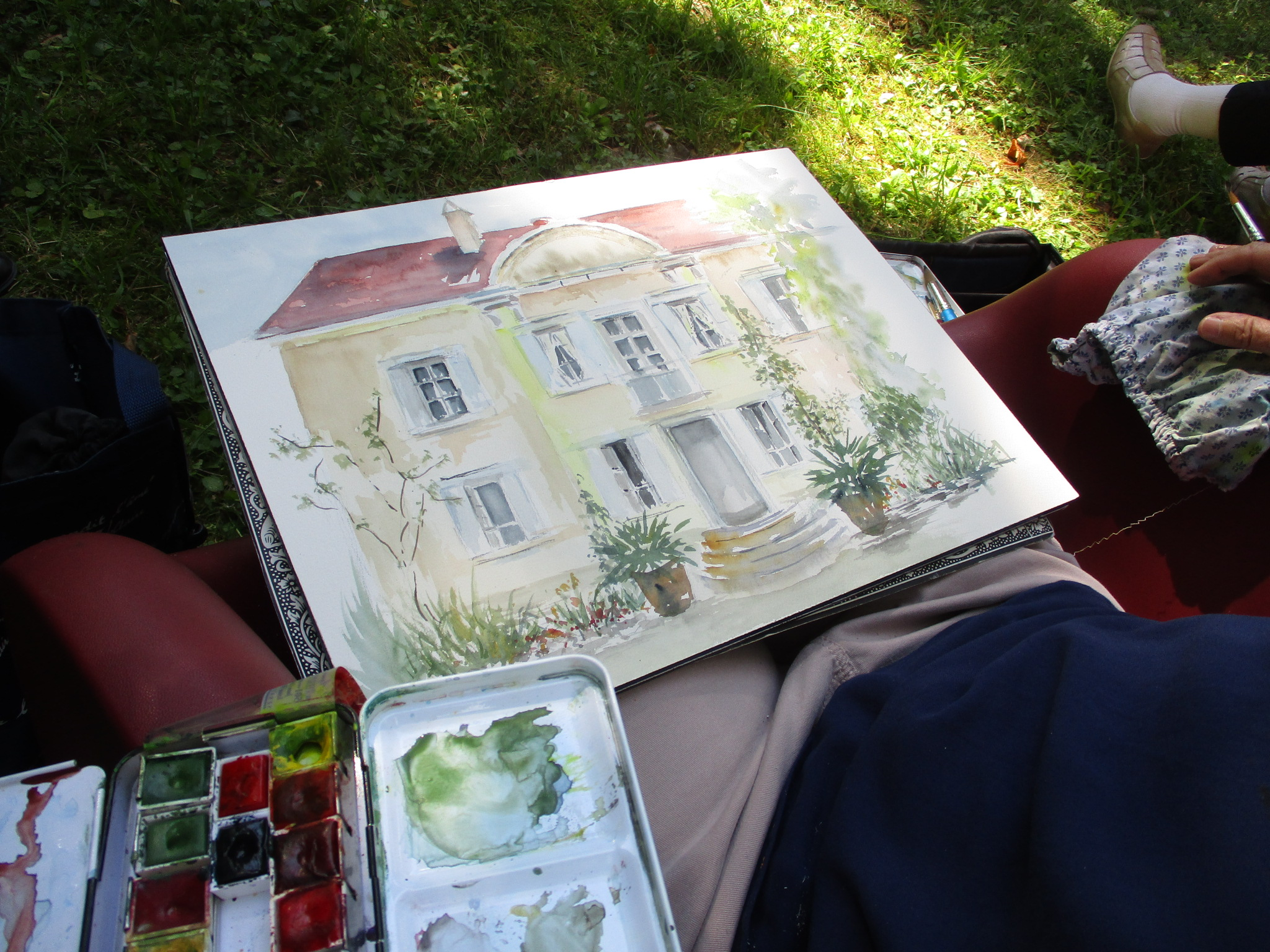
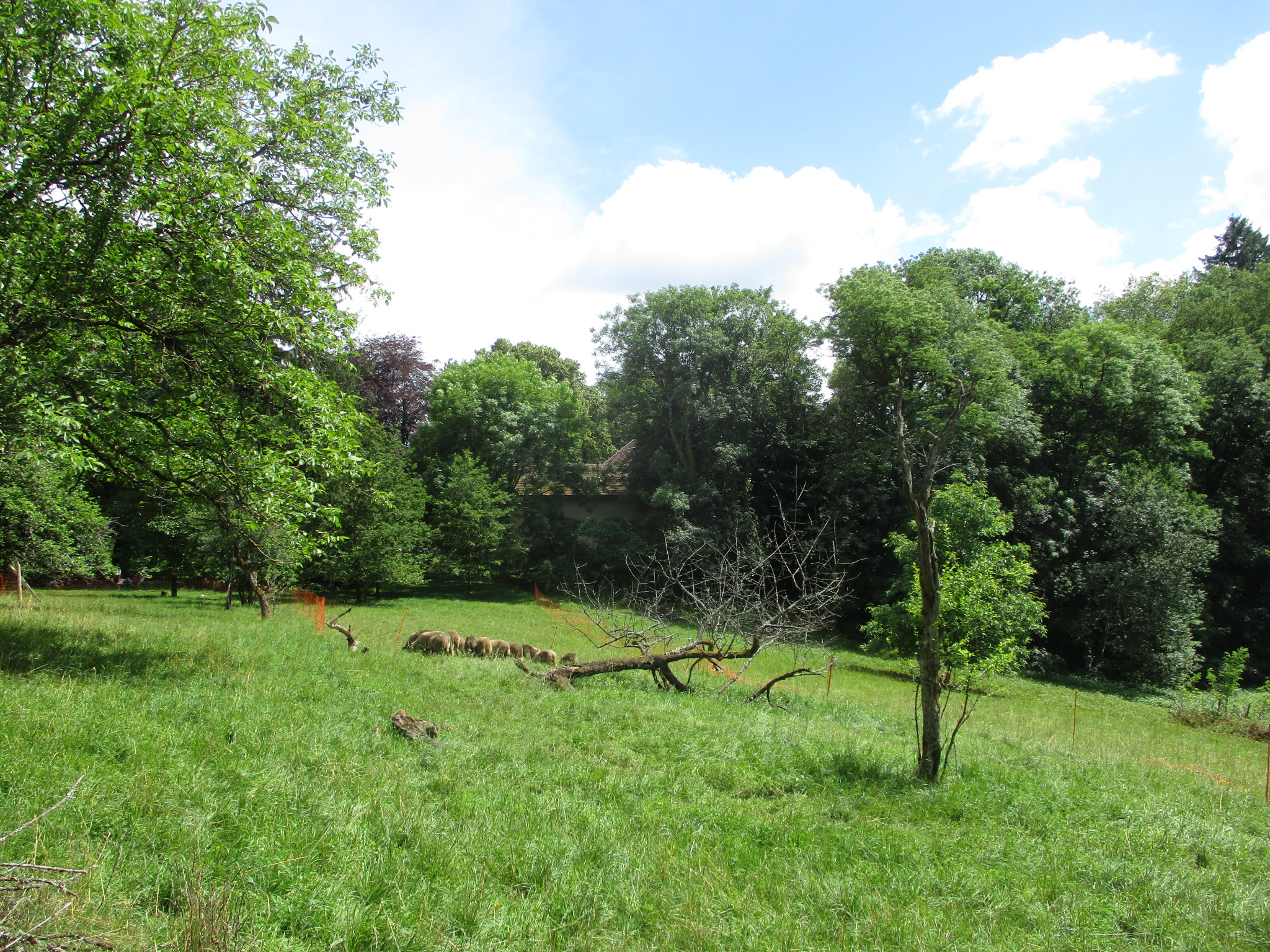

Issu d'une vieille famille franc-comtoise Willy achète en 1900 à son épouse (âgée alors de 27 ans), avec les revenus de ses romans Claudine) cette demeure de campagne, sur les hauteurs du quartier des Montboucons à Besançon.  Situé dans un parc arboré avec verger de 3,5 hectares, ce lieu calme devient source d'inspiration pour l'écriture de son œuvre.  
Colette aime se retirer des mondanités parisiennes durant les mois d'été, dans dit-elle « des lieux enchanteurs », « romantiques », « cette petite montagne qui est à moi » où elle écrivit en partie : Dialogues de bêtes (1904), Minne (1904), Les Égarements de Minne (1905) et s'en inspira pour écrire La Retraite sentimentale (1907). Cet environnement heureux dont elle gardera un vif souvenir toute sa vie, lui rappelle celui de sa maison natale en Bourgogne. Elle y fait de très nombreuses références dans son œuvre, avec ses arbres, ses odeurs, ses saisons entre pluie et soleil, ses jardins, ses oiseaux, son cheval (du manège militaire de Saint-Claude), et ses chiens et chats qui la suivent partout... 
Endetté par son train de vie mondain  (et à la suite de la vente par Willy des droits d'auteur des Claudines à l’insu de Colette, qui ne le lui pardonnera jamais) le couple divorce et se sépare définitivement en 1905, et la maison des Monts-Boucons est finalement vendue le 7 janvier 1908. Après son divorce, Colette poursuit sa vie extravagante d'écrivain et d'artiste de music-hall libertine et bisexuelle. Elle partage entre autres la vie de la richissime marquise Mathilde de Morny (alias Missy, avec qui elle vit entre autres à la villa de Roz-Ven  de Saint-Coulomb près de Saint-Malo en Bretagne) puis à La Treille Muscate près de Saint-Tropez sur la Côte d'Azur... avant de finir sa vie dans son appartement du Palais-Royal de Paris, où paralysée par l'arthrose, elle reçoit le Tout-Paris, elle écrit, ou contemple de sa fenêtre le jardin du Palais-Royal. « Le goût de mes heures franc-comtoises m’est resté si vif qu’en dépit des années, je n’ai rien perdu de tant d’images, de tant d’études, de tant de mélancolie. »...

### Quelques citations et passages
Dans La Retraite sentimentale de 1907, Casamène (où se déroule l'action) est en fait le domaine des Montboucons : « Il n'y a, dans la Retraite sentimentale, que deux portraits fidèles : celui de ma maison natale à Saint-Sauveur-en-Puisaye, et celui du romantique petit domaine bisontin qui fut mien. La main qui les peignit aux pages de ce livre fit si bien qu'à les regarder seulement je crois gravir la côte, claquer la barrière, tordre au passage une vrille de la treille, respirer la glycine l'ombre du chat au ras de ma jupe, je franchis les seuils, j'ouvre une à une les chambres qui me virent heureuse et jeune, je les habite encore...  ».
Colette évoque encore sa maison des Montboucons dans Mes apprentissages (1936) : « À la moindre sollicitation de ma mémoire, le domaine des Monts-Boucons dresse son toit de tuiles presque noires, son fronton Directoire, qui ne datait sans doute que de Charles X, peint en camaïeu jaunâtre, ses boqueteaux, son arche de roc. La maison, la petite ferme, les cinq ou six hectares qui les entouraient, M. Willy sembla me les donner : « tout cela est à vous. » Trois ans plus tard, il me les reprenait : « Cela n’est plus à vous, ni à moi. ».
« Comme aux plus agréables des pièges, j’ai failli rester prise aux charmes des Monts-Boucons. Vieux arbres fruitiers, cerisiers et mirabelles ; murs épais, impétueux feux de bois, sèches alcôves craquantes – il s’en fallut de peu que de bourguignonne je ne tournasse bisontine, tout au moins franc-comtoise ».

### Maison-musée Colette
La maison est vendue à la famille de Maurice Boutterin (architecte entre autres concepteur du plan d’embellissement de Besançon).
Elle est achetée en 2001 par la municipalité de Besançon, dont le maire Jean-Louis Fousseret entreprend de la réhabiliter en musée Colette, avec meubles, décors, objets, et documents d'époque, et maison voisine de gardien municipal, en espérant des formes de mécénat pour la finalisation de ce projet. La maison-musée et son parc (en cours de restauration) sont ouverts avec succès au public pour des occasions exceptionnelles à partir de juin 2019.

## Au cinéma
- 2018 : Colette, de Wash Westmoreland (film biographique, avec l'actrice Keira Knightley dans le rôle de Colette)

## Autres lieux de mémoire de Colette
- Maison natale de Colette et musée Colette de Saint-Sauveur-en-Puisaye dans l'Yonne en Bourgogne.
- Rozven maison située en Bretagne en bord de mer sur la commune de Saint-Coulomb entre Cancale et Saint-Malo oú elle vécut 14 ans.